# Everlasting Love (Carl Carlton)
Everlasting Love è un singolo di Carl Carlton del 1974, cover dell'omonimo brano di Robert Knight.

## Pubblicazione
La traccia venne inclusa nell'album omonimo dell'anno successivo. Il singolo fu pubblicato su etichetta Back Beat Records.
Si tratta della versione del brano che ottenne più successo negli Stati Uniti, dove raggiunse il 6º posto delle classifiche.

## Tracce
45 giri
1. Everlasting Love 2:20
2. I Wanna Be Your Main Squeeze 2:25